# Stewart McKimmie
Stewart McKimmie (Aberdeen, 27 oktober 1962) is een gewezen voetballer uit Schotland. McKimmie was een rechtsachter en kwam het grootste gedeelte van zijn loopbaan uit voor Aberdeen.

## Clubcarrière
Stewart McKimmie was als jeugdspeler actief bij Banks O'Dee, een club uit de Schotse stad Aberdeen. Als professioneel voetballer heeft McKimmie, een rechtervleugelverdediger, voor drie clubs gespeeld: Dundee (1980–1983), Aberdeen (1983–1997), Dundee United (1997–1998).
Zijn erelijst op Schotse velden is compleet met dank aan zijn prestaties bij Aberdeen in de jaren tachtig en negentig. In die tijd werd McKimmie tweemaal op rij Schots landskampioen, en won hij drie keer zowel de Scottish Cup als de Scottish League Cup. De allereerste trofee die hij bij Aberdeen behaalde was evenwel de UEFA Super Cup, najaar 1983, nadat Aberdeen zonder hem de UEFA Beker voor Bekerwinnaars won tegen de Spaanse grootmacht Real Madrid. McKimmie maakte dit niet mee omdat hij op dat moment nog voor Dundee speelde.
De UEFA Super Cup 1983 tegen de Europacup I / UEFA Champions League-winnaars Hamburger SV won hij daarentegen wel. McKimmie speelde op 20 december 1983 mee in de terugwedstrijd die op 2–0 eindigde in het voordeel van de Dons. De heenwedstrijd was een 0–0 gelijkspel. Aberdeen-manager Sir Alex Ferguson betaalde in de zomer van 1983 90.000 Britse pond voor de rechtsachter aan Dundee. McKimmie speelde uiteindelijk meer dan 500 officiële wedstrijden voor de Dons en was daarnaast lange tijd aanvoerder van Aberdeen. In 1997 verliet hij Aberdeen. In 1998 beëindigde hij zijn loopbaan bij Dundee United, waar hij nog tien wedstrijden speelde.

## Interlandcarrière
Stewart McKimmie speelde 40 interlands in het Schots voetbalelftal. Hij speelde mee op twee Europese kampioenschappen: UEFA Euro 1992 en UEFA Euro 1996. Op het FIFA wereldkampioenschap voetbal 1990 in Italië was McKimmie er ook al bij, maar de centrumverdediger Richard Gough speelde toen vaker als rechtsachter. In de voorbereiding op dat toernooi maakte hij een beroemd doelpunt tegen de regerende wereldkampioen Argentinië, destijds zijn eerste goal in vijf jaar tijd (met Aberdeen tegen Clydebank in de Schotse competitie). Met dat doelpunt legden de Schotten verrassend de Argentijnen in de luren. Tevens is dit het enige Schotse doelpunt ooit door McKimmie gescoord.

## Erelijst
Aberdeen
- Scottish Football League (2): 1983–84, 1984–85
- Scottish Cup (3): 1983–84, 1985–86, 1989–90
- Scottish League Cup (3): 1985–86, 1989–90, 1995–96
- UEFA Super Cup (1): 1983